# Eupithecia laudabilis
Eupithecia laudabilis es una especie de polilla de la familia Geometridae. La especie fue descrita por primera vez por András Mátyás Vojnits habiendo sido descrita en 1984, con distribución en China. El holotipo de la especie fue descrita en el sector A-tun-tse, al norte de Yunnan y a una altitud de 4000 metros (13 123,4 pies). Tiene gran similitud con otra especie de la región montañosa de Yunnan, la Eupithecia honesta, incluyendo su coloratión rojiza.